# Alla Pavlova
Pour les articles homonymes, voir Pavlova.
Alla Pavlova, née le 13 juillet 1952 en Ukraine, est une compositrice américaine d’origine soviétique.

## Biographie
Née le 13 juillet 1952 en Ukraine soviétique, elle est installée depuis les années 2000 à Brooklyn, New York, où elle poursuit son œuvre — dont la maison de disques Naxos a commencé à rendre compte régulièrement.
Sa musique, de facture néo-romantique, s’inspire des grands maîtres russes du XXe siècle (Prokofiev, Chostakovitch, Rachmaninov, etc.), et chacune de ses œuvres semble traversée par le thème du déracinement et de l’exil.

## Œuvres principales
- Lullaby for Irene pour piano, violon (ou flûte) et vibraphone (1972)
- Two Songs to Verses by Anna Akhmatova pour soprano et piano (1974)
- We Are the Love pour (mezzo-)soprano et quatuor avec piano, sur texte Verses d'Alla Pavlova (1974)
- The Dream, pour soprano et piano, sur un texte d'Anna Akhmatova (1979)
- Impressions after Fairy-Tales by H. C. Andersen pour piano (1990)
- Winter Morning sur des textes d'Alexandre Pouchkine pour soprano, violoncelle et flûte (1993)
- Prélude pour piano For My Mother (1994)
- Summer Pictures pour piano (1994)
- Symphonie no 1 Farewell, Russia pour orchestre de chambre (1994)
- The Old New York Nostalgia, suite pour piano (1995)
- Miss Me... But Let Me Go pour violon, violoncelle, deux guitares et mezzo-soprano (1997)
- I Loved You, chefs-d'œuvre de la poésie russe, pour mezzo-soprano, violon et piano (1998)
- Élégie pour piano et orchestre à cordes (1998)
- Symphonie no 2 For the New Millennium (1998)
- The Old New York Nostalgia, suite pour orchestre à cordes, percussions, saxophone contralto, saxophone ténor et trompette  (1998)
- Symphonie no 3 (2000)
- Symphonie no 4 (2002)
- Monologue pour violon et orchestre à cordes (2002)
- Suite de Sulamith (2003-2004)
- Sulamith, ballet (2003-2005)
- Symphonie no 5 (2006)
- Symphonie no 6 (2008)
- Suite de Thumbelina (2008-2009)
- Symphonie no 7 (2011)
- Symphonie no 8 (2011)
- Concertino pour violon, piano et orchestre à cordes (2012)
- Night Music pour violon et cordes (2014)